# Irina Zaricka
Irina Zaricka (ur. 2 maja 1939 w Kijowie; zm. 30 lipca 2001 w Londynie) – radziecka pianistka pochodzenia ukraińskiego; laureatka II nagrody na VI Międzynarodowym Konkursie Pianistycznym im. Fryderyka Chopina (1960).

## Życiorys

### Wykształcenie i praca pedagogiczna
Naukę gry na fortepianie rozpoczęła w wieku kilku lat. Początkowo uczyła się w szkole muzycznej w Kijowie, gdzie uczęszczała do roku 1953. W latach 1953–1958 uczyła się w Centralnej Szkole Muzycznej przy Konserwatorium Moskiewskim. W latach 1958–1963 była studentką Konserwatorium Moskiewskiego w klasie fortepianu prof. Jakowa Zaka.
W późniejszych latach prowadziła zajęcia w Rubin Academy of Music w Izraelu (obecna Jerozolimska Akademia Muzyki i Tańca) oraz w Royal College of Music, Menuhin School i Purcell School w Anglii.

### Kariera pianistyczna
W 1960 roku reprezentowała ZSRR na VI Konkursie Chopinowskim, gdzie zajęła II miejsce oraz zdobyła dwie nagrody specjalne: Polskiego Radia za najlepsze wykonanie mazurków i Towarzystwa im. Fryderyka Chopina za najlepsze wykonanie poloneza. Konkurs wygrał Maurizio Pollini.
Po tym sukcesie występowała w wielu krajach Europy, w tym wiele razy w Polsce (w 1961, 1967 i 1969). W 1972 wyemigrowała do Izraela, a w 1985 przeniosła się do Anglii i zamieszkała w Londynie. W późniejszych latach występowała z brytyjskimi orkiestrami m.in. z London Symphony Orchestra, Royal Philharmonic Orchestra oraz City of Birmingham Symphony Orchestra.
W Polsce ostatni raz wystąpiła 9 sierpnia 1995 roku podczas 50. Międzynarodowego Festiwalu Chopinowskiego w Dusznikach.
Zmarła 30 lipca 2001 w Londynie.

## Repertuar
W jej repertuarze znajdowały się utwory m.in. Fryderyka Chopina, Ludwiga van Beethovena, Aleksandra Skriabina, Dmitrija Kabalewskiego i Siergieja Prokofiewa. Po przeprowadzeniu się do Anglii często występowała ze swoim mężem Feliksem Andrejewskim (skrzypkiem i profesorem w Royal College of Music).